# Klubowy Puchar Europy w szachach (2018)
2018 – trzydziesty czwarty sezon Klubowego Pucharu Europy w szachach. Rozgrywki odbyły się w Néos Marmarás w dniach 12–18 października 2018. Tytuł zdobył rosyjski Miednyj Wsadnik Petersburg.

## Format rozgrywek
Turniej odbywał się systemem szwajcarskim na dystansie siedmiu rund. W przypadku identycznej liczby punktów decydował system Sonneborna-Bergera, a przy dalszej równości – łączna liczba punktów uzyskanych przez zawodników.

## Uczestnicy
W nawiasie podano średni ranking Elo. Źródło: Chess-Results.com

- 3Cs Chess Club (2199)
- Blackthorne Russia (2276)
- Grantham Sharks (2230)
- White Rose Chess Club (2201)
- Wood Green Chess Club (2352)
- Odlar Yurdu (2702)
- K Gentse SRL (2459)
- KSK 47 Eynatten (2403)
- L’Échiquier Amaytois (2266)
- SF Wirtzfeld (2238)
- AVE Nový Bor (2712)
- Brønshøj SF (2225)
- Hillerød SK (2149)
- Jetsmark SK (2265)
- SK Nordkalotten (2240)
- SK Reval-Sport (2262)
- Aatos Helsinki (2186)
- SK ComeOn Helsinki (2284)
- CE de Bois-Colombes (2103)
- Caissa Chania (1863)
- ES Saloniki (2429)
- SA Chania (2081)
- Bussums SG (2378)
- KC Deloitte (2309)
- Leidsch SG (2343)
- MuConsult Apeldoorn (2329)
- SC En Passant (2111)
- Ballinasloe Chess Club (1835)
- Dublin Chess Club (2031)
- St Benildus Chess Club (1940)
- Taflfélag Reykjavíkur (2419)
- Víkingaklúbburinn (2178)
- Beer Sheva Chess Club (2582)
- Rehovot Chess School (2368)
- KSH Dardania (2136)
- KSH Drejtësia (2177)
- Overtime (2366)
- CE Dudelange (2047)
- De Sprénger Echternach (2146)
- Gambit Bonnevoie (2248)
- Alkaloid Skopje (2741)
- Gambit-Aseko Skopje (2363)
- DJK Aufwärts Aachen (2430)
- SF Berlin 1903 (2446)
- SG Solingen (2437)
- Werder Brema (2468)
- Nordstrand SK (2394)
- Schakklubben av 1911 (2358)
- Vålerenga SK (2672)
- Miednyj Wsadnik Petersburg (2696)
- Mołodiożka Tiumeń (2587)
- Itaka Belgrad (2532)
- Partizan Belgrad (2261)
- Sloven Ruma (2441)
- ŠK Dunajská Streda (2436)
- SG Winterthur (2426)
- SG Zürich (2406)
- SK Team Viking (2391)
- White Knights Chess Club (1997)
- Lazio Scacchi (2127)
- Obiettivo Risarcimento Padova (2657)

## Rozgrywki

### Runda 1
Źródło: Chess-Results.com
12 października 2018
| Alkaloid Skopje – MuConsult Apeldoorn 6:0           |
| KC Deloitte – AVE Nový Bor 0:6                      |
| Odlar Yurdu – SK ComeOn Helsinki 6:0                |
| Blackthorne Russia – Miednyj Wsadnik Petersburg 0:6 |
| Vålerenga SK – L’Échiquier Amaytois 4½:1½           |
| Jetsmark SK – Obiettivo Risarcimento Padova 0:6     |
| Mołodiożka Tiumeń – SK Reval-Sport 5½:½             |
| Partizan Belgrad – Beer Sheva Chess Club 0:6        |
| Itaka Belgrad – Gambit Bonnevoie 5:1                |
| SK Nordkalotten – Werder Brema ½:5½                 |
| K Gentse SRL – SF Wirtzfeld 4:2                     |
| Grantham Sharks – SF Berlin 1903 1:5                |
| Sloven Ruma – Brønshøj SF 5½:½                      |
| White Rose Chess Club – SG Solingen 1½:4½           |
| ŠK Dunajská Streda – Aatos Helsinki 4:2             |
| Víkingaklúbburinn – DJK Aufwärts Aachen ½:5½        |
| ES Saloniki – KSH Drejtësia 6:0                     |
| Hillerød SK – SG Winterthur 1:5                     |
| Taflfélag Reykjavíkur – De Sprénger Echternach 5½:½ |
| KSH Dardania – SG Zürich 2:4                        |
| KSK 47 Eynatten – Lazio Scacchi 5½:½                |
| SC En Passant – Nordstrand SK 2:4                   |
| SK Team Viking – CE de Bois-Colombes 4:2            |
| SA Chania – Bussums SG ½:5½                         |
| Rehovot Chess School – CE Dudelange 5½:½            |
| Dublin Chess Club – Overtime 0:6                    |
| Gambit-Aseko Skopje – White Knights Chess Club 5:1  |
| 3Cs Chess Club – Schakklubben av 1911 ½:5½          |
| Wood Green Chess Club – St Benildus Chess Club 5:1  |
| Caissa Chania – Leidsch SG ½:5½                     |
| Ballinasloe Chess Club pauza                        |

### Runda 2
Źródło: Chess-Results.com
13 października 2018
| Rehovot Chess School – Alkaloid Skopje ½:5½        |
| AVE Nový Bor – Schakklubben av 1911 6:0            |
| Leidsch SG – Odlar Yurdu ½:5½                      |
| Miednyj Wsadnik Petersburg – Itaka Belgrad 4½:1½   |
| Obiettivo Risarcimento Padova – SF Berlin 1903 5:1 |
| Beer Sheva Chess Club – SG Winterthur 5:1          |
| Gambit-Aseko Skopje – ES Saloniki 3:3              |
| Overtime – Wood Green Chess Club 4½:1½             |
| Vålerenga SK – Mołodiożka Tiumeń 4½:1½             |
| Werder Brema – SG Solingen 3½:2½                   |
| K Gentse SRL – Sloven Ruma 3½:2½                   |
| DJK Aufwärts Aachen – ŠK Dunajská Streda 2½:3½     |
| SG Zürich – Taflfélag Reykjavíkur 2½:3½            |
| Nordstrand SK – KSK 47 Eynatten 2½:3½              |
| Bussums SG – SK Team Viking 1:5                    |
| SF Wirtzfeld – Ballinasloe Chess Club 5½:½         |
| Aatos Helsinki – 3Cs Chess Club 4:2                |
| Víkingaklúbburinn – KSH Dardania 2½:3½             |
| De Sprénger Echternach – SC En Passant 2:4         |
| CE de Bois-Colombes – Lazio Scacchi 3½:2½          |
| L’Échiquier Amaytois – SA Chania 5½:½              |
| CE Dudelange – White Rose Chess Club 2:4           |
| Gambit Bonnevoie – Caissa Chania 5½:½              |
| MuConsult Apeldoorn – Grantham Sharks 3½:2½        |
| KC Deloitte – Hillerød SK 5:1                      |
| White Knights Chess Club – SK ComeOn Helsinki 2:4  |
| St Benildus Chess Club – Blackthorne Russia 1½:4½  |
| SK Reval-Sport – Jetsmark SK 5½:½                  |
| Partizan Belgrad – SK Nordkalotten 3½:2½           |
| Brønshøj SF – KSH Drejtësia 2½:3½                  |
| Dublin Chess Club pauza                            |

### Runda 3
Źródło: Chess-Results.com
14 października 2018
| AVE Nový Bor – Vålerenga SK 3:3                      |
| Alkaloid Skopje – Werder Brema 5:1                   |
| Odlar Yurdu – Taflfélag Reykjavíkur 6:0              |
| SK Team Viking – Beer Sheva Chess Club 2:4           |
| Miednyj Wsadnik Petersburg – K Gentse SRL 4:2        |
| KSK 47 Eynatten – Obiettivo Risarcimento Padova ½:5½ |
| ŠK Dunajská Streda – Overtime 5½:½                   |
| ES Saloniki – Sloven Ruma 3½:2½                      |
| DJK Aufwärts Aachen – Gambit-Aseko Skopje 4½:1½      |
| SG Solingen – SK Reval-Sport 3:3                     |
| White Rose Chess Club – SG Zürich 1½:4½              |
| KSH Dardania – Nordstrand SK 1:5                     |
| Leidsch SG – SF Wirtzfeld 4½:1½                      |
| Mołodiożka Tiumeń – Aatos Helsinki 6:0               |
| CE de Bois-Colombes – Bussums SG 1½:4½               |
| SC En Passant – L’Échiquier Amaytois 2:4             |
| Schakklubben av 1911 – Itaka Belgrad 1:5             |
| Wood Green Chess Club – KC Deloitte 3:3              |
| SF Berlin 1903 – MuConsult Apeldoorn 4½:1½           |
| SG Winterthur – Partizan Belgrad 3½:2½               |
| Blackthorne Russia – Gambit Bonnevoie 1½:4½          |
| SK ComeOn Helsinki – Rehovot Chess School 2:4        |
| KSH Drejtësia – Ballinasloe Chess Club 6:0           |
| Grantham Sharks – Dublin Chess Club 4½:1½            |
| CE Dudelange – Brønshøj SF 3½:2½                     |
| St Benildus Chess Club – Víkingaklúbburinn 0:6       |
| 3Cs Chess Club – Caissa Chania 4½:1½                 |
| SA Chania – White Knights Chess Club 4½:1½           |
| SK Nordkalotten – De Sprénger Echternach 4½:1½       |
| Lazio Scacchi – Hillerød SK 2:4                      |
| Jetsmark SK pauza                                    |

### Runda 4
Źródło: Chess-Results.com
15 października 2018
| Beer Sheva Chess Club – Odlar Yurdu 3:3                  |
| Alkaloid Skopje – Miednyj Wsadnik Petersburg 3½:2½       |
| Obiettivo Risarcimento Padova – ŠK Dunajská Streda 3½:2½ |
| ES Saloniki – AVE Nový Bor 1½:4½                         |
| Vålerenga SK – DJK Aufwärts Aachen 5:1                   |
| K Gentse SRL – SK Team Viking 4½:1½                      |
| Itaka Belgrad – Leidsch SG 4½:1½                         |
| SF Berlin 1903 – Mołodiożka Tiumeń ½:5½                  |
| Nordstrand SK – Werder Brema 3½:2½                       |
| SG Zürich – Rehovot Chess School 3½:2½                   |
| L’Échiquier Amaytois – KSH Drejtësia 4:2                 |
| Overtime – KSK 47 Eynatten 2½:3½                         |
| Bussums SG – SG Winterthur 3:3                           |
| Taflfélag Reykjavíkur – Gambit Bonnevoie 4½:1½           |
| SK Reval-Sport – Gambit-Aseko Skopje 2½:3½               |
| SG Solingen – Wood Green Chess Club 3:3                  |
| Sloven Ruma – KC Deloitte 3:3                            |
| Partizan Belgrad – SC En Passant 3½:2½                   |
| SF Wirtzfeld – KSH Dardania 3½:2½                        |
| SA Chania – CE de Bois-Colombes 2½:3½                    |
| Aatos Helsinki – SK Nordkalotten 4:2                     |
| Hillerød SK – White Rose Chess Club 3:3                  |
| Blackthorne Russia – Grantham Sharks 3:3                 |
| SK ComeOn Helsinki – Víkingaklúbburinn 3½:2½             |
| 3Cs Chess Club – CE Dudelange 4:2                        |
| MuConsult Apeldoorn – Schakklubben av 1911 1½:4½         |
| Dublin Chess Club – Jetsmark SK 1½:4½                    |
| Ballinasloe Chess Club – Brønshøj SF 3:3                 |
| De Sprénger Echternach – Lazio Scacchi 3½:2½             |
| White Knights Chess Club – St Benildus Chess Club 4:2    |
| Caissa Chania pauza                                      |

### Runda 5
Źródło: Chess-Results.com
16 października 2018
| Obiettivo Risarcimento Padova – Alkaloid Skopje 3:3 |
| Odlar Yurdu – Vålerenga SK 2½:3½                    |
| AVE Nový Bor – Beer Sheva Chess Club 3½:2½          |
| Miednyj Wsadnik Petersburg – SG Zürich 4½:1½        |
| ŠK Dunajská Streda – KSK 47 Eynatten 3:3            |
| Mołodiożka Tiumeń – L’Échiquier Amaytois 5½:½       |
| Itaka Belgrad – K Gentse SRL 4:2                    |
| Taflfélag Reykjavíkur – Nordstrand SK 1½:4½         |
| SG Winterthur – ES Saloniki 2½:3½                   |
| Gambit-Aseko Skopje – Bussums SG 3:3                |
| KC Deloitte – SK Team Viking 4:2                    |
| DJK Aufwärts Aachen – Leidsch SG 4½:1½              |
| Werder Brema – SF Berlin 1903 3:3                   |
| KSH Drejtësia – Overtime 2½:3½                      |
| Schakklubben av 1911 – SG Solingen 2:4              |
| Rehovot Chess School – 3Cs Chess Club 4½:1½         |
| Wood Green Chess Club – CE de Bois-Colombes 4:2     |
| SF Wirtzfeld – SK ComeOn Helsinki 3:3               |
| Gambit Bonnevoie – Aatos Helsinki 2½:3½             |
| Sloven Ruma – Partizan Belgrad 4½:1½                |
| SK Reval-Sport – Blackthorne Russia 3½:2½           |
| Jetsmark SK – White Rose Chess Club 4:2             |
| Grantham Sharks – Hillerød SK 4½:1½                 |
| SC En Passant – SA Chania 2½:3½                     |
| KSH Dardania – De Sprénger Echternach 2½:3½         |
| SK Nordkalotten – CE Dudelange 3½:2½                |
| Víkingaklúbburinn – White Knights Chess Club 4:2    |
| Caissa Chania – Ballinasloe Chess Club 4½:1½        |
| Brønshøj SF – MuConsult Apeldoorn 1:5               |
| Lazio Scacchi – Dublin Chess Club 2:4               |
| St Benildus Chess Club pauza                        |

### Runda 6
Źródło: Chess-Results.com
17 października 2018
| AVE Nový Bor – Obiettivo Risarcimento Padova 3:3  |
| Vålerenga SK – Alkaloid Skopje 3½:2½              |
| Mołodiożka Tiumeń – Itaka Belgrad 4:2             |
| Nordstrand SK – Miednyj Wsadnik Petersburg 1:5    |
| ŠK Dunajská Streda – Odlar Yurdu ½:5½             |
| Beer Sheva Chess Club – ES Saloniki 4½:1½         |
| KSK 47 Eynatten – DJK Aufwärts Aachen 4:2         |
| Bussums SG – L’Échiquier Amaytois 4:2             |
| K Gentse SRL – KC Deloitte 3:3                    |
| Gambit-Aseko Skopje – Rehovot Chess School 3½:2½  |
| Overtime – Taflfélag Reykjavíkur 3:3              |
| SG Zürich – SG Solingen 3:3                       |
| Aatos Helsinki – Wood Green Chess Club 1½:4½      |
| SG Winterthur – Sloven Ruma 1:5                   |
| Werder Brema – SK Reval-Sport 4½:1½               |
| SF Berlin 1903 – SF Wirtzfeld 4:2                 |
| SK ComeOn Helsinki – Grantham Sharks 2½:3½        |
| Jetsmark SK – Víkingaklúbburinn 4½:1½             |
| SK Team Viking – 3Cs Chess Club 4:2               |
| CE de Bois-Colombes – Gambit Bonnevoie 3:3        |
| Leidsch SG – Partizan Belgrad 2½:3½               |
| SA Chania – SK Nordkalotten 1:5                   |
| De Sprénger Echternach – Schakklubben av 1911 2:4 |
| MuConsult Apeldoorn – KSH Drejtësia 4½:1½         |
| White Rose Chess Club – Dublin Chess Club 5½:½    |
| Hillerød SK – Blackthorne Russia 2½:3½            |
| Caissa Chania – SC En Passant 2:4                 |
| Ballinasloe Chess Club – KSH Dardania 2:4         |
| CE Dudelange – White Knights Chess Club 4:2       |
| Brønshøj SF – St Benildus Chess Club 5½:½         |
| Lazio Scacchi pauza                               |

### Runda 7
Źródło: Chess-Results.com
18 października 2018
| Miednyj Wsadnik Petersburg – Vålerenga SK 4:2         |
| Obiettivo Risarcimento Padova – Mołodiożka Tiumeń 3:3 |
| Odlar Yurdu – AVE Nový Bor 2:4                        |
| Alkaloid Skopje – Beer Sheva Chess Club 4½:1½         |
| Itaka Belgrad – KSK 47 Eynatten 5:1                   |
| Nordstrand SK – Bussums SG 3:3                        |
| Wood Green Chess Club – Gambit-Aseko Skopje 2½:3½     |
| KC Deloitte – ŠK Dunajská Streda 2½:3½                |
| SG Solingen – Grantham Sharks 4:2                     |
| Taflfélag Reykjavíkur – K Gentse SRL 3:3              |
| Sloven Ruma – SG Zürich 3:3                           |
| ES Saloniki – Werder Brema 3:3                        |
| Overtime – SF Berlin 1903 1½:4½                       |
| DJK Aufwärts Aachen – Jetsmark SK 5:1                 |
| SK Team Viking – MuConsult Apeldoorn 4:2              |
| Schakklubben av 1911 – Rehovot Chess School 3½:2½     |
| L’Échiquier Amaytois – SK Nordkalotten 4:2            |
| Partizan Belgrad – Aatos Helsinki 2:4                 |
| SK Reval-Sport – SK ComeOn Helsinki 4½:1½             |
| Gambit Bonnevoie – SG Winterthur 1:5                  |
| SF Wirtzfeld – CE de Bois-Colombes 4:2                |
| Blackthorne Russia – White Rose Chess Club 4:2        |
| SC En Passant – KSH Dardania ½:5½                     |
| CE Dudelange – Leidsch SG 0:6                         |
| 3Cs Chess Club – Víkingaklúbburinn 2½:3½              |
| KSH Drejtësia – SA Chania 1:5                         |
| De Sprénger Echternach – Brønshøj SF 4½:1½            |
| Hillerød SK – Caissa Chania 3:3                       |
| Dublin Chess Club – Ballinasloe Chess Club 4:2        |
| St Benildus Chess Club – Lazio Scacchi 1½:4½          |
| White Knights Chess Club pauza                        |

## Klasyfikacja
Źródło: Chess-Results.com
| Msc | Zespół                        | M | W | R | P | Pkt |
| --- | ----------------------------- | - | - | - | - | --- |
| 1   | Miednyj Wsadnik Petersburg    | 7 | 6 | 0 | 1 | 12  |
| 2   | AVE Nový Bor                  | 7 | 5 | 2 | 0 | 12  |
| 3   | Mołodiożka Tiumeń             | 7 | 5 | 1 | 1 | 11  |
| 4   | Obiettivo Risarcimento Padova | 7 | 4 | 3 | 0 | 11  |
| 5   | Vålerenga SK                  | 7 | 5 | 1 | 1 | 11  |
| 6   | Alkaloid Skopje               | 7 | 5 | 1 | 1 | 11  |
| 7   | Itaka Belgrad                 | 7 | 5 | 0 | 2 | 10  |
| 8   | Gambit-Aseko Skopje           | 7 | 4 | 2 | 1 | 10  |
| 9   | Odlar Yurdu                   | 7 | 4 | 1 | 2 | 9   |
| 10  | Beer Sheva Chess Club         | 7 | 4 | 1 | 2 | 9   |
| 11  | ŠK Dunajská Streda            | 7 | 4 | 1 | 2 | 9   |
| 12  | Nordstrand SK                 | 7 | 4 | 1 | 2 | 9   |
| 13  | Bussums SG                    | 7 | 3 | 3 | 1 | 9   |
| 14  | SG Solingen                   | 7 | 3 | 3 | 1 | 9   |
| 15  | SF Berlin 1903                | 7 | 4 | 1 | 2 | 9   |
| 16  | KSK 47 Eynatten               | 7 | 4 | 1 | 2 | 9   |
| 17  | DJK Aufwärts Aachen           | 7 | 4 | 0 | 3 | 8   |
| 18  | K Gentse SRL                  | 7 | 3 | 2 | 2 | 8   |
| 19  | Werder Brema                  | 7 | 3 | 2 | 2 | 8   |
| 20  | Sloven Ruma                   | 7 | 3 | 2 | 2 | 8   |
| 21  | Wood Green Chess Club         | 7 | 3 | 2 | 2 | 8   |
| 22  | ES Saloniki                   | 7 | 3 | 2 | 2 | 8   |
| 23  | SG Zürich                     | 7 | 3 | 2 | 2 | 8   |
| 24  | SK Team Viking                | 7 | 4 | 0 | 3 | 8   |
| 25  | Taflfélag Reykjavíkur         | 7 | 3 | 2 | 2 | 8   |
| 26  | L’Échiquier Amaytois          | 7 | 4 | 0 | 3 | 8   |
| 27  | Schakklubben av 1911          | 7 | 4 | 0 | 3 | 8   |
| 28  | Aatos Helsinki                | 7 | 4 | 0 | 3 | 8   |
| 29  | SK Reval-Sport                | 7 | 3 | 1 | 3 | 7   |
| 30  | Overtime                      | 7 | 3 | 1 | 3 | 7   |
| 31  | KC Deloitte                   | 7 | 2 | 3 | 2 | 7   |
| 32  | SG Winterthur                 | 7 | 3 | 1 | 3 | 7   |
| 33  | Grantham Sharks               | 7 | 3 | 1 | 3 | 7   |
| 34  | SF Wirtzfeld                  | 7 | 3 | 1 | 3 | 7   |
| 35  | Jetsmark SK                   | 7 | 3 | 1 | 3 | 7   |
| 36  | Blackthorne Russia            | 7 | 3 | 1 | 3 | 7   |
| 37  | Rehovot Chess School          | 7 | 3 | 0 | 4 | 6   |
| 38  | SK Nordkalotten               | 7 | 3 | 0 | 4 | 6   |
| 39  | Leidsch SG                    | 7 | 3 | 0 | 4 | 6   |
| 40  | KSH Dardania                  | 7 | 3 | 0 | 4 | 6   |
| 41  | Partizan Belgrad              | 7 | 3 | 0 | 4 | 6   |
| 42  | MuConsult Apeldoorn           | 7 | 3 | 0 | 4 | 6   |
| 43  | De Sprénger Echternach        | 7 | 3 | 0 | 4 | 6   |
| 44  | SA Chania                     | 7 | 3 | 0 | 4 | 6   |
| 45  | Víkingaklúbburinn             | 7 | 3 | 0 | 4 | 6   |
| 46  | White Rose Chess Club         | 7 | 2 | 1 | 4 | 5   |
| 47  | Gambit Bonnevoie              | 7 | 2 | 1 | 4 | 5   |
| 48  | CE de Bois-Colombes           | 7 | 2 | 1 | 4 | 5   |
| 49  | SK ComeOn Helsinki            | 7 | 2 | 1 | 4 | 5   |
| 50  | Dublin Chess Club             | 7 | 2 | 1 | 4 | 5   |
| 51  | SC En Passant                 | 7 | 2 | 0 | 5 | 4   |
| 52  | 3Cs Chess Club                | 7 | 2 | 0 | 5 | 4   |
| 53  | Hillerød SK                   | 7 | 1 | 2 | 4 | 4   |
| 54  | KSH Drejtësia                 | 7 | 2 | 0 | 5 | 4   |
| 55  | CE Dudelange                  | 7 | 2 | 0 | 5 | 4   |
| 56  | Caissa Chania                 | 7 | 1 | 2 | 4 | 4   |
| 57  | White Knights Chess Club      | 7 | 1 | 1 | 5 | 3   |
| 58  | Lazio Scacchi                 | 7 | 1 | 1 | 5 | 3   |
| 59  | Brønshøj SF                   | 7 | 1 | 1 | 5 | 3   |
| 60  | Ballinasloe Chess Club        | 7 | 0 | 2 | 5 | 2   |
| 61  | St Benildus Chess Club        | 7 | 0 | 1 | 6 | 1   |